# Deer Harbor
Deer Harbor es un área no incorporada ubicada en el condado de San Juan en el estado estadounidense de Washington.

## Geografía
Deer Harbor se encuentra ubicado en las coordenadas 48°37′12″N 123°0′36″O / 48.62000, -123.01000.